# Важкі діти
«Важкі діти» — радянський чорно-білий дитячий комедійний художній фільм 1963 року, знятий режисерами Всеволодом Цвєтковим на Ялтинській кіностудії.

## Сюжет
За оповіданням Юрія Сотника. Історія про те, як Сеня і Ваня, запеклі вигадники і хулігани, за збігом обставин змушені були взяти на себе турботу про двох маленьких племінників піонервожатої і стали жертвами витівок цих пустунів.

## У ролях
- Олександр Кєкіш — Сєва
- Геннадій Бірюков — Ваня
- Тетяна Пельтцер — бабуся Сєви
- Ольга Порудолінська — бабуся Вані
- Ігор Лісовський — Пашка
- Ігор Чичерін — Сашка
- Антоніна Дмитрієва — мати Пашки та Сашки
- Герман Качин — радіокореспондент
- Галина Малиновська — двірник
- Елеонора Прохницька — піонервожата
- Наталія Оводова — Ліда
- Ганна Троїцька — директор школи
- О. Абизова — епізод
- Михайло Васильєв — лейтенант міліції
- Г. Василенко — епізод
- В. Градусов — епізод
- Юрій Єсауленко — епізод
- В. Зайцев — епізод
- Є. Малишев — епізод
- Ю. Сагайдак — епізод
- Катерина Невська — епізод
- Юрій Ржецький — епізод
- Н. Стратулат — епізод
- Валерій Харченко — епізод
- Людмила Тетянчук — сусідка
- Віктор Балябін — епізод
- Сергій Дворецький — міліціонер
- Л. Панікар — епізод

## Знімальна група
- Режисер — Всеволод Цвєтков
- Сценарист — Юрій Сотник
- Оператор — Леонід Берковиць
- Композитор — Валерій Петров
- Художник — Петро Максименко